# Un hogar en Mitford
Un hogar en Mitford (título original: At Home in Mitford) es un telefilme estadounidense de drama y familiar de 2017, dirigido por Gary Harvey, escrito por Pamela Wallace y Margaret Oberman, está basado en una novela de Jan Karon, musicalizado por Hamish Thomson, en la fotografía estuvo Dana Barnaby y los protagonistas son Andie MacDowell, Cameron Mathison y Ken Tremblett, entre otros. Este largometraje fue producido por Hallmark Channel y se estrenó el 20 de agosto de 2017.

## Sinopsis
Una escritora divorciada se dirige a un pequeño pueblo con el objetivo de superar su bloqueo del escritor, termina enamorándose del lugar, de la gente y del soltero más deseado, un atractivo sacerdote que vive en la casa contigua.